# Poecilocalyx
Poecilocalyx  es un género con cuatro especies de plantas con flores perteneciente a la familia de las rubiáceas.
Es nativo del sur de China hasta Malasia.

## Taxonomía
Poecilocalyx fue descrita por Cornelis Eliza Bertus Bremekamp y publicado en Botanische Jahrbücher für Systematik, Pflanzengeschichte und Pflanzengeographie 71: 220, en el año 1940.

## Especies
- Porterandia anisophylla (Jack ex Roxb.) Ridl. (1940).
- Porterandia annulata (K.Schum.) Keay (1958).
- Porterandia beamanii Zahid (2003).
- Porterandia bruneiensis Zahid (2004).